# Нижние Галковичи
Нижние Галковичи — деревня в Псковском районе Псковской области России. Входит в состав Писковичской волости.
Деревня расположена к 7 км к северу от центра города Пскова.
Численность населения по состоянию на 2000 год составляла 35 жителей.